# No todo lo que brilla es oro
No todo lo que brilla es oro é uma telenovela mexicana, produzida pela Televisa e exibida pelo El Canal de las Estrellas entre 12 de setembro de 1978 e 23 de janeiro de 1979.
Era uma mini telenovela semanal exibida nas terças feiras.

## Elenco
- María Rojo
- Pancho Córdova
- Roberto Cobo
- Luis Torner